# Hochvernaglwand
La Hochvernaglwand est une montagne qui s’élève à 3 432 ou 3 433 m d’altitude dans les Alpes de l'Ötztal, à la frontière entre l'Autriche et l'Italie.
Elle forme avec la Hintere Hintereisspitze (3 485 m), la Vordere Hintereisspitze (3 437 m) et la Mittlere Hintereisspitze (3 450 m) la frontière sud-est du Gepatschferner (en italien Vedretta della Croda)